# Zlatý míč 1992
Zlatý míč, cenu pro nejlepšího fotbalistu Evropy dle mezinárodního panelu sportovních novinářů, v roce 1992 získal nizozemský fotbalista Marco van Basten z AC Milán, který tak vyhrál už potřetí. Šlo o 37. ročník ankety, organizoval ho časopis France Football a výsledky určili sportovní publicisté z 29 zemí Evropy.

## Pořadí

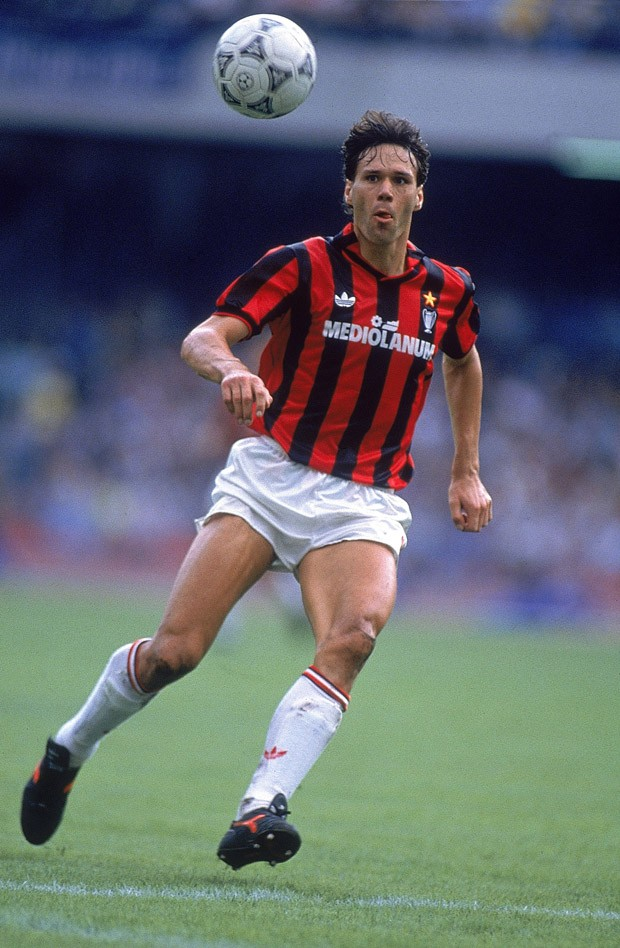
Van Basten v AC Milán

| Pořadí | Jméno              | Klub                      | Země       | Body |
| ------ | ------------------ | ------------------------- | ---------- | ---- |
| 1      | Marco van Basten   | AC Milán                  | Nizozemsko | 98   |
| 2      | Christo Stoičkov   | Barcelona                 | Bulharsko  | 80   |
| 3      | Dennis Bergkamp    | Ajax                      | Nizozemsko | 53   |
| 4      | Thomas Häßler      | AS Řím                    | Německo    | 42   |
| 5      | Peter Schmeichel   | Manchester United         | Dánsko     | 41   |
| 6      | Brian Laudrup      | Bayern Mnichov Fiorentina | Dánsko     | 32   |
| 7      | Michael Laudrup    | Barcelona                 | Dánsko     | 22   |
| 8      | Ronald Koeman      | Barcelona                 | Nizozemsko | 14   |
| 9      | Stéphane Chapuisat | Borussia Dortmund         | Švýcarsko  | 10   |
| 10     | Frank Rijkaard     | AC Milán                  | Nizozemsko | 8    |
| 10     | Enzo Scifo         | FC Turín                  | Belgie     | 8    |
| 12     | Flemming Povlsen   | Borussia Dortmund         | Dánsko     | 6    |
| 13     | Henrik Larsen      | Lyngby BK AC Pisa         | Dánsko     | 4    |
| 14     | John Jensen        | Brøndby IF Arsenal        | Dánsko     | 3    |
| 14     | Paolo Maldini      | AC Milán                  | Itálie     | 3    |
| 16     | Henrik Andersen    | 1. FC Köln                | Dánsko     | 2    |
| 16     | David Platt        | AS Bari Juventus          | Anglie     | 2    |
| 16     | Tomas Brolin       | AC Parma                  | Švédsko    | 2    |
| 16     | Jean-Pierre Papin  | Marseille AC Milán        | Francie    | 2    |
| 20     | Franco Baresi      | AC Milán                  | Itálie     | 1    |
| 20     | Rune Bratseth      | Werder Brémy              | Norsko     | 1    |
| 20     | Andreas Herzog     | Rapid Vídeň Werder Brémy  | Rakousko   | 1    |